# 富田優衣
富田 優衣（とみた ゆい、1996年9月9日 - ）は、日本のアイドル、元AV女優。2021年まではエルプロモーション所属。

## 略歴
2017年12月28日、アイドルグループ「僕らは嘘つき」のメンバーとしてマイナビBLITZ赤坂「Road To China Vol.1 in Tokyo」にてステージデビュー。名前は18日に明かされていたが、ステージ当日に姿が明かされた。グループでの担当色はピンク。ニックネームは「とみたん」。グループは同じエルプロモーションの先輩女優、桜木優希音、松下美織、浅田結梨で結成されている。
以後、アイドルとして定期的にライブ活動をしていくが、翌年4月7日にアダルトビデオデビューを発表。企画単体女優としても並行して活動する。
2018年8月、僕らは嘘つきとしてTOKYO IDOL FESTIVALに初出演。
2019年3月1日、FANZAアダルトアワード2019最優秀新人女優賞にノミネート。
2021年2月26日、学業を優先するため、3月31日をもってアイドルグループ「僕らは嘘つき」からの卒業。また4月1日からAV活動の休業を発表。タレント業は継続するものの、AV復帰は未定。なお、その後4月に予定されていた卒業ライブが緊急事態宣言のため延期となり、グループには所属したままの扱いとなった。
2021年8月6日、自身のTwitterにて同年9月19日をもってAV女優を引退する事を発表。
2021年4月発売の出演作、『本能で快楽を求める即マン美女GET 水着ナンパ ～真夏のGALとパコパコ祭り!!～』が2022年4月11日週FANZA動画フロアランキングで1位を記録。

## 人物
趣味は読書・映画鑑賞。特技は料理。デビュー前の経験人数は6人。AVみたいなプレイに憧れてデビューを決めた。
ファミレスで注文とは違う料理が届いても申告できないほどの口べただったが、それはデビュー当時で「現在は言えます」と 自身が出演するYouTubeチャンネル『僕嘘ちゃんねる』（2020年8月28日配信）の動画内で発言し、Wikipediaへの加筆を求めた。
好きなタイプは「自分より立場が“上”な男性」。「苦しさの先にエクスタシー」を感じ、性癖はドMであると公表している。
1日7回の経験があると聞いたライターのカトウカジカは「セックスモンスター」の異名を授けている。
童顔に似つかわしくないFカップの巨乳も特徴であり、2019年の『火曜The NIGHT』出演時には鈴木愛理から「顔をうずめたい」と告白され、実際にうずめたことでも話題となった。

## 出演

### テレビ
- 「ビ〜チ9」（2018年4月7日・14日・21日・28日、テレビ埼玉）
- WILD ONE ＋ VIBE BAR presents　デンマは恥丘を救う2018～淫乱美女軍団が生でイキまくり！（2018年9月13日、パラダイスTV）[15]
- みひなな食堂#34（2019年2月、エンタ!959）

### ウェブテレビ
- 僕嘘三人女团 东京原宿一日游（2018年11月26日 - 12月3日、ビリビリ動画） - MC
- 極楽とんぼKAKERUTV（2018年11月29日[16]、AbemaTV）
- バラステ・転職さんいらっしゃい（2019年1月20日、AbemaTV）[17][18][19]
- DTテレビ（2019年4月12日など、AbemaTV）VTR企画
- 鈴木愛理の火曜The NIGHT（2019年9月18日、AbemaTV） - 僕らは嘘つきとして[14]
- 矢口真里の火曜The NIGHT（2019年12月4日、AbemaTV） - 僕らは嘘つきとして

### オリジナルビデオ
- ダメージングヒロイン11 女宇宙刑事アリス（2019年9月13日、ZENピクチャーズ） - 女宇宙刑事アリス

### イベント
- TIFもハジける！スパークリングNIGHT!!（2018年、2019年、TOKYO IDOL FESTIVAL内 特設会場）[20]

## 作品

### アダルトDVD
- 「私、もっと気持ち良くなってみたいんです…」好きな人だと嫌われたくなくて本気でエッチができない現役女子大生AVデビュー 富田優衣（4月7日、MOODYZ）[21]
- 「私、中出しがしてみたいです。」はじめてのナマ中出し 富田優衣（4月25日、本中）
- 都内の某古本屋でバイトしている 経験人数1人の素朴なドM学生さなえちゃん（20才）をAV出演！！まで導いた60日間密着ドキュメント。 依頼ナンパVol.14（4月26日、ナンパJAPAN）さなえちゃん名義
- 飲まされた媚薬が効きすぎてショーパンの隙間から漏れるほど膣分泌液が止まらなくなる姪っ子（6月6日、ナチュラルハイ）
- 純朴な制服美少女との愛液糸引く変態お泊りセックス 富田優衣（6月13日、オーロラプロジェクト）
- 「私、ドMなんです…」東北のド田舎から自ら応募して上京してきた美少女は大自然に育まれた天然美乳グラマラスボディの超敏感イキまくり体質でした。 宮脇汐里（6月27日、First Star）
- あの頃、制服美少女と。 富田優衣（7月6日、ドリームチケット）
- 就活中の女子大生ドM中出しイラマSEX 富田優衣（7月7日、BeFree）
- 女子大生 奈落のインターンシップ 富田優衣（7月7日、アタッカーズ）
- テコニシャンナースがチ○ポの悩みをゴッドハンドですっきり解決！ 凄テコキクリニック 富田優衣（7月13日、MOODYZ）
- もう、イったからこれ以上、イクのが怖い…。 富田優衣（7月25日、マドンナ）
- 妻の妹に夜這いからの中出しセックス 富田優衣（8月1日、プラネットプラス）
- 筆下ろし専門 悩殺中出しソープ 富田優衣（8月7日、PREMIUM）
- 現役教師による。淫乱女子校生の育成メソッド ゆい（8月10日、ケイ・エム・プロデュース/宇宙企画）
- ご主人様に絶対負担をかけないゆぅ～っくり騎乗位1ピストンで絶頂誘うバキュームストローク（8月13日、MOODYZ）
- 寿退社する妻の送別会ビデオ 僕の愛しい嫁さんが酒に呑まれ会社の上司や同僚に寝取られました。其の14（8月25日、変態紳士倶楽部）
- SEXの温度 美乳な美少女のぬくもりを感じるエッチ（9月1日、S-Cute）
- 微笑む口便器（9月7日、ワープエンタテインメント）
- 夫がいない間の里帰り。偶然出会った幼馴染と背徳の中で濃厚接吻を繰り返し、イッているのに腰を振り続けた2泊3日不倫（9月13日、溜池ゴロー）
- 「若いうちはなんでも試してみなさいってお父さんが言ってたし」わず。（9月14日、バルタン）
- 隣に住む奴隷肉便器女にガチ恋をした僕… DQN野郎から彼女を救い出すはずが鬱勃起で悔し泣き（10月1日、MOODYZ）
- 地味で根暗だったメガネ人妻が奇跡の大変身!めちゃくちゃいい女に！ビフォーアフター（10月1日、プラネットプラス）
- デカ尻マニアックス（10月1日、ワンズファクトリー）
- 絶頂が止まらない早漏性交オーガズム (10月5日、ワープエンタテインメント)
- ご当地美少女発掘し隊が行く 飛びっきりの美少女見つけちゃった!! 気付いたら大量ハメ潮大噴射で絶頂デビュー!（10月7日、桃太郎映像出版）
- 彼女が3日間家族旅行で家を空けるというので、彼女の友達と3日間ハメまくった記録(仮)（10月14日、アリスJAPAN）
- セックスレス美人妻イキ潮噴射!!お漏らし激イカせ性交（10月19日、クリスタル映像）
- 仲良しキンタマ姉妹との夏休み 金玉を優しくず～っとさわさわペロペロ!姉妹どんぶり中出し性交!（10月19日、M's Video Group）
- 乳首イクイク敏感美少女（11月2日、ワープエンタテインメント）
- エロ妄想が暴走した文系少女サークルに性実験された僕たち…（11月13日、MOODYZ）
- J○見学倶楽部の特殊なサービス4（11月8日、Mr.michiru）
- となりのアイドル 富田優衣（11月24日、HMJM）
- 催眠恋。 完全実写版 富田優衣 瀬名きらり 純愛幼なじみ、生意気義妹を独り占め!（12月13日、無垢）
- 発射寸前!イクッ!イクゥゥ!ビクッビクンってイッてる時に激しくピストン再開。「ダメダメまだイッてるからぁ」とかいう抵抗を無視してつきまくった結果…（12月13日、ROOKIE）
- 気高き愛の戦士エクセレーヌ 狙われた汗をかいた少女戦士の肉体（12月14日、GIGA）
- 恥ずかしい格好でイク!脱いだらスゴイ、ジミ目系巨乳娘を壊れるまでハメまくり!（12月25日、オーロラプロジェクト）
- ブラコン小悪魔妹 優衣ちゃんと二人っきり!世界一、Hなお留守番（12月25日、ケードライブ）

- 僕のねとられ話しを聞いてほしい 家計の為に就職した保険会社で助平な中年顧客に枕営業を要求されて泣く泣く寝盗られた生保レディの妻（1月7日、JET映像）
- ムッチリ女子校生ブルマ尻（1月8日、デジタルアーク）
- 新少子化対策法可決!初対面でいきなり恋に落ち即子作り!町の豆腐屋さんで働く眼鏡地味子な恥ずかしがり屋の優衣ちゃんと恥じらい初SEX 富田優衣 Vol.003（1月11日、ケイ・エム・プロデュース/宇宙企画）
- 超敏感早漏美少女が素人チ○ポ解禁!一般素人男性のチ○ポでもイッてるってばぁぁああ!!SEXに不慣れな素人ピストンでも大量潮吹き限界突破イキまくりスペシャル!!（2月7日、SODクリエイト）
- おしゃぶり大好き いつでも即尺 どこでも即ハメ なまなかだしご奉仕メイド 富田優衣 Vol.004（2月8日、ケイ・エム・プロデュース/宇宙企画）
- 夫婦交換スワップ温泉旅行 6 久しぶりの旅行にはしゃぐ奥様たちが飲み過ぎて暴走っ?! 若い仲居に鼻の下をのばす旦那に嫉妬!! 仕返しの当てつけセックス!!（3月8日、LEO）
- 姉の処女を奪った結果、姉は僕のチ○ポに強く依存しました。 桃色かぞく VOL.2（3月21日、SODクリエイト）
- 真性Mっ子美少女 特濃種汁中出し（3月26日、ケードライブ）
- トビジオっ!NEWSプラス 業務中/ずっと痙攣・潮吹きっぱなし・失禁しても平然と原稿を読み上げる女子アナ（4月11日、SODクリエイト）
- 義妹のおかげで毎日エッチなことができています。 親が再婚し一緒に住むことになったひきこもりの義兄は性欲モンスター! 2（6月7日、Hunter）
- 息子の嫁ドラマ 義父痴漢 富田優衣（8月1日、FAプロ）
- 極上ボディで何度も射精させちゃう超淫乱高級デリヘル嬢 3（9月13日、ケイ・エム・プロデュース/BAZOOKA）
- ダメージングヒロイン11 女宇宙刑事アリス（9月13日、ZENピクチャーズ）
- 放課後円光 生ハメ中出し女子○生（10月25日、ホームルーム）
- 教室でオイルマッサージ?! 部活に勤しむ清らかな女子校生がヌルヌルオイルで性感帯を敏感にさせられて悪徳エスティシャンの魔チンにイキ狂いメス堕ち! 「お願い! 誰も来ないで～!」（11月12日、First Star）
- 愛する夫のため、私が一度だけ我慢すれば… 夫の部下に抱かれた人妻（11月25日、ながえスタイル）
- 可愛い彼女と個人撮影。エッチな体を余すことなくさらけだすプライベートSEX（12月1日、S-Cute）
- いきなり! すけべ椅子 もしも《すけべ椅子》がお茶やコーヒーのごとく当然のおもてなしの世の中であったなら（12月13日、アロマ企画）

- リアル脱出ドキュメント レズセックスをしないと出られない部屋に閉じ込められた少女たち（1月7日、ビビアン）
- バレないようにこっそり見せつけ こっそりドキドキパンチラ挑発（1月25日、アロマ企画）
- 最近セフレが切れて性欲パンパン状態なビッチ美少女 変態オヤジたちと欲望ぶつけあう射精撮影会!（1月25日、シャーク）
- 馬乗りで唇奪われディープキス強要され続けながらバキュームフェラでち○ぽ吸い尽くされる その3（2月13日、アロマ企画）
- 「お兄ちゃん! 私のオッパイ触ってみて!」発育中の巨乳妹からの突然のお悩み相談! 毎日成長するオッパイが何だか違和感を感じるらしい。これでもかと揉んであげていたら発情してエロエロモードに!（2月20日、アイエナジー）
- えっ!! 友達のカノジョが僕の布団の中に潜り込んできたっ?! 「ねえ、しよっか? 布団の中だったらバレないからしてもいいよ♡」（3月6日、LEO）
- いつの間にか僕の部屋でたむろうようになった家出女子校生たちは、いつも僕のチ●ポを弄ぶ! 2 （3月13日、ケイ・エム・プロデュース/BAZOOKA）
- 濃厚フェラしてくれている女の子の緩んだ股間の奥に見えるパンチラで異様に興奮します!（3月25日、アロマ企画）
- 「私だってお兄ちゃんくらいイカせられるんだから!!」 突然できた義理の妹が僕のち○ぽにしゃぶりついてきてセルフイラマ（3月26日、アイエナジー）
- 受付嬢in... 脅迫スイートルーム（4月3日、ドリームチケット）
- 下着姿のまま玄関先に現れてデリバリー業者を誘惑する女と…（4月10日、ケイ・エム・プロデュース/ヒメゴト）
- OL性感ツボ突き噴射マッサージ治療院（4月15日、ピーターズ）
- マン汁染み出し直穿きエロジャージで肉欲開放エクササイズ!（4月20日、オイスター海運/ソードフィッシュ）
- チンチロリ～ン JOIサイコロの目に従い完全主観オナニーサポート（4月25日、アロマ企画）
- 近親素股プレイでハプニング!! 妹とセックスの練習中に間違ってヌルンと挿入!!（5月1日、LEO）
- 知的な女の子の性教育研究（5月13日、アロマ企画）
- イラマチオの中のイラマチオ（6月25日、SEX Agent/妄想族）
- 恐怖!! 尿道吸い女（7月7日、アロマ企画）
- 超大量オイル×「いい子いい子…」の亀頭撫で回し快感責め（7月13日、アロマ企画）
- 今日が初日! 風俗未経験の体験入店の女の子に「風俗では当たり前」と言えば何でも受け入れる説。（7月17日、プレステージ/DOC PREMIUM）
- おま●こ取扱説明書 6（8月1日、GLAY'z）
- 監禁 拘束した少女を人形のように弄ぶ変質者の異常性癖（8月13日、アイエナジー）
- 四つん這いのお尻の穴の収縮とシワの本数までバッチリ分かるアナルひくひくオナニー（8月19日、アロマ企画）
- 夫婦人質事件 朝昼晩と妻のアソコが擦り切れるまで中だしされ続けられた（8月25日、ながえSTYLE）
- 教師に未成熟な身体を弄ばれた美少女8人初めてアクメ5時間（8月28日、ケイ・エム・プロデュース/宇宙企画）
- 巨乳娘のクリトリスの形までハッキリわかる! ノーモザイク連続絶頂パンツ越しオナニー 2（9月24日、アイエナジー）

- 美少女がアナルをピクピクさせながらお○このビラビラを両手でパックリ開いたドアップ丸見えポーズで挑発!（1月29日、おかず。）
- 転落の夫婦生活 借金取りにまわされた妻（2月13日、ながえSTYLE）
- 惡の変態 憧れの娘とSEXしたかったのに大嫌いな同級生女子に中出しSEXを強要され続け支配され痴女られまくるありえない青春（3月3日、本中）
- 本能で快楽を求める即マン美女GET 水着ナンパ ～真夏のGALとパコパコ祭り！！～（4月15日、ピーターズMAX）
- えっちな女子校生の淫語かたりかけぐちゅぐちゅ連続絶頂ブルマオナニー 6（4月22日、アイエナジー）

### 女性向けアダルトDVD
- Deep Desire IV -dimension stop-（2019年11月7日、SILK LABO、かなで自由×向理来、富田優衣×及川大智）

### アダルトVR
- 劇的高画質 出会って9秒で即ハメ中出し（6月9日、ブイワンVR）
- VRの良いところ全部乗せ! どっぷりゆっくりまったり超濃厚密着中出し5連続SEX!!（8月3日、KMPVR）
- 乱入! ハプニング個室ビデオ（8月10日、CASANOVA/フランソワ）
- 少女もキスをガマンできない VR（8月10日、ドリームチケット）
- 【文学美少女に静かに痴女られる草食男子体験VR】 声を出せない図書室で机下潜り込みフェラチオ 本棚の影に隠れてしっぽり生ハメ連続膣中射精セックス（8月19日、kawaii* VR）
- 最低最悪陵辱レ●プ ～借金の肩代わりに妹が… 目の前で繰り広げられる史上最悪の輪姦～（8月24日、CASANOVA/カトリーヌ）
- ゴチになりますSP!! 冴えないボクがイケメンのおこぼれで激ウマ生中出しSEXできた件。（8月27日、KMPVR-bibi-）
- 健康診断で発育途上なおっぱい＆おま●こ触診体験VR 僕のゴッドハンドに制服美少女は顔を赤らめ即びちょ濡れ! ムラムラ改善相談されて4人全員イカせまくり生ハメ中出し治療（9月7日、kawaii* VR）
- 僕の可愛い姉妹がいつの間にか大人の女になって「実はお兄ちゃんの事大好きなんだよ!」って告白された兄(自分)はどうしますか?! ゆいとなお編（9月21日、unfinished）
- エロ行為絶対禁止! を謳いながらも「ドコまでならオッケーか?」の線引きが嬢によってマチマチでルールが徹底されてない健全リフレ店で、押しに弱そうで性格良さげな新人ちゃんを狙い撃ってナシ崩し裏オプ性交（10月5日、ワープエンタテインメント）

- 唾飲みVR-2- 美女の唾厳選12名スペシャル!（1月10日、SODVR）
- 真面目で地味な家庭教師を媚薬入りアロマでエロ覚醒!! もちろん連続生中出し。（1月29日、KMPVR-bibi-）
- 3DVR 美人インストラクターがマンツーマンで一緒にトレーニングしてくれるパーソナルジム! ワンチャンありの汗だくマッスルSEX（2月1日、ワンチャン3DVR/OCVR）
- 3人組アイドルにトライアングルフォーメーションでささやかれまくり! 舐められまくり!! ハーレムオフ会体験VR 左右の耳に淫語をささやかれながら目の前ではエロプレイ! 三位一体のアイドルグルーヴで未体験ゾーンに突入できる新感覚逆4P VR!!（2月8日、WANZ VR）
- ボクの彼女あやと彼女の友達ゆいとのえっちな中出し共同性活（2月20日、KMPVR-bibi-）
- 今話題! 家族風にふるまってくれるデリヘル嬢を呼んだらM気質のOLさんがやってキターーーー!（3月13日、KMPVR）
- 3DVR 新放課後美少女回春リフレクソロジー Vol.005（4月5日、KMPVR）
- 『顔面総攻撃VR 俺vs.女子○生たち』クラスメイト4人から唾たらし・顔舐め・尿・ハメ潮ぶっかけ! 顔中汁まみれハーレム5P（4月12日、SODVR）
- HQ高画質対応 最低最悪陵辱レ●プSP（4月19日、CASANOVA）
- HQ超画質革命! 整体院に治療に来たメガネっ子優衣ちゃんがセクハラされておっぱい責め＆恥ずかしアナル観察! 全裸オイルマッサージ、生ハメ肉棒イキまくり騎乗位! 正常位で膣奥ザーメン注入!! ※生ハメ中出し（4月28日、こあらVR極）
- 劇的高画質【没入していく肉欲人妻】を愛読中「ゆいも…官能小説みたいなドロドロしたSEX…して欲しい…」（4月30日、ブイワンVR）
- フードクラッシュVR（5月31日、SODVR）
- 【新感覚フェチ】お姉さんと連れションVR（7月25日、SODVR）
- 新開発! 超精細カメラ撮影 射精コントロール! オナ指示痴女SUPER（8月2日、CASANOVA/フランソワ）
- HQ超激的高画質 ゴールデンタイムVR1周年記念! 新作撮り下ろし3作品超特盛収録SP! 出張先で女上司と同期の女子社員がイチャイチャレズ!? + ボクの家巨乳庭教師は超淫乱! よだれを垂らして本気イキ! + 超ド淫乱幼馴染はフェラの天才（9月10日、ゴールデンタイム）
- 新開発! 超精細カメラ撮影 ＃兄妹あるある (妹とのエッチ体験)（9月13日、CASANOVA/カトリーヌ）
- 幼馴染から女子校の文化祭に招待された僕 耳かきリフレでトリプル手コキ!? セーラー服メイド喫茶でハーレムパイズリ!? 打ち上げは僕のチ●ポ争奪パコパコ乱交!?（11月21日、kawaii*VR）
- 夏休み海の家でアルバイトしていた僕 台風で電車が止まり遊びにきていた女子大生7人と雑魚寝することに… ほろ酔い気分でエッチな雰囲気になり夜な夜なハメまくったあの日（12月12日、kawaii*VR）

- じっくり女体観察そのままSEX（6月17日、ROOKIE VR）
- デニムローライズショーパン着エロVR（6月25日、ROOKIE VR）
- お兄ちゃんとえっちしたい ～性に目覚めた思春期の妹との禁断の遊び～（6月26日、CASANOVA）
- 接吻しまくり淫口よだれ少女（7月17日、ワープエンタテインメント）

- 使い捨てられた懇願妻（4月30日、爆脳VR）※オムニバス作品

### イメージビデオ
- Yui 愛玩アイドル!（2018年11月22日、REbecca）[22]
- We are liars（2018年11月21日、発売：ジーウォーク、販売：ハピネット）僕らは嘘つき名義[23]

### 音楽CD
- Day by Day/青春の証（2018年11月21日、発売：ジーウォーク、販売：ハピネット）僕らは嘘つき名義[23]
- Starting Over/Tightrope Love（2018年11月21日、発売：ジーウォーク、販売：ハピネット）僕らは嘘つき名義[23]

### 写真集
- ぐるっとまわせる! 原寸大おっぱい図鑑3D（2019年2月4日、一迅社　撮影：須崎祐次、監修：安田理央）‐Eカップモデル[24] ISBN 978-4758016315